# ساحة محمد الخامس (الدار البيضاء)
ساحة محمد الخامس، المعروفة شعبيًا باسم «ساحة الحمام»، هي واحدة من أبرز المعالم العمومية في وسط مدينة الدار البيضاء المغربية. وتتمتع بتاريخ عريق ورمزية مميزة. أنشئت الساحة عام 1916 خلال أوائل فترة الاستعمار الفرنسي حيث جاءت كجزء من خطة عمرانية شاملة أطلقها المقيم العام الفرنسي يوباغ ليوطي مستندة إلى تصميم المعماري جوزيف مراست وتخطيط المهندس هنري بروست. و تتميز الساحة بتصميمها الهندسي الذي يمزج بين الطراز الأوروبي الحديث واللمسات المغربية التقليدية، محاطة بمعالم بارزة مثل المحكمة الابتدائية ومبنى البريد المركزي، مما يجعلها مركزًا حيويًا يجمع بين التاريخ والجمال في قلب المدينة، وهو ما يجعل منها إرثا تاريخيا وواجهة حضارية وسياحية للعاصمة الاقتصادية للمملكة.

## تسمية

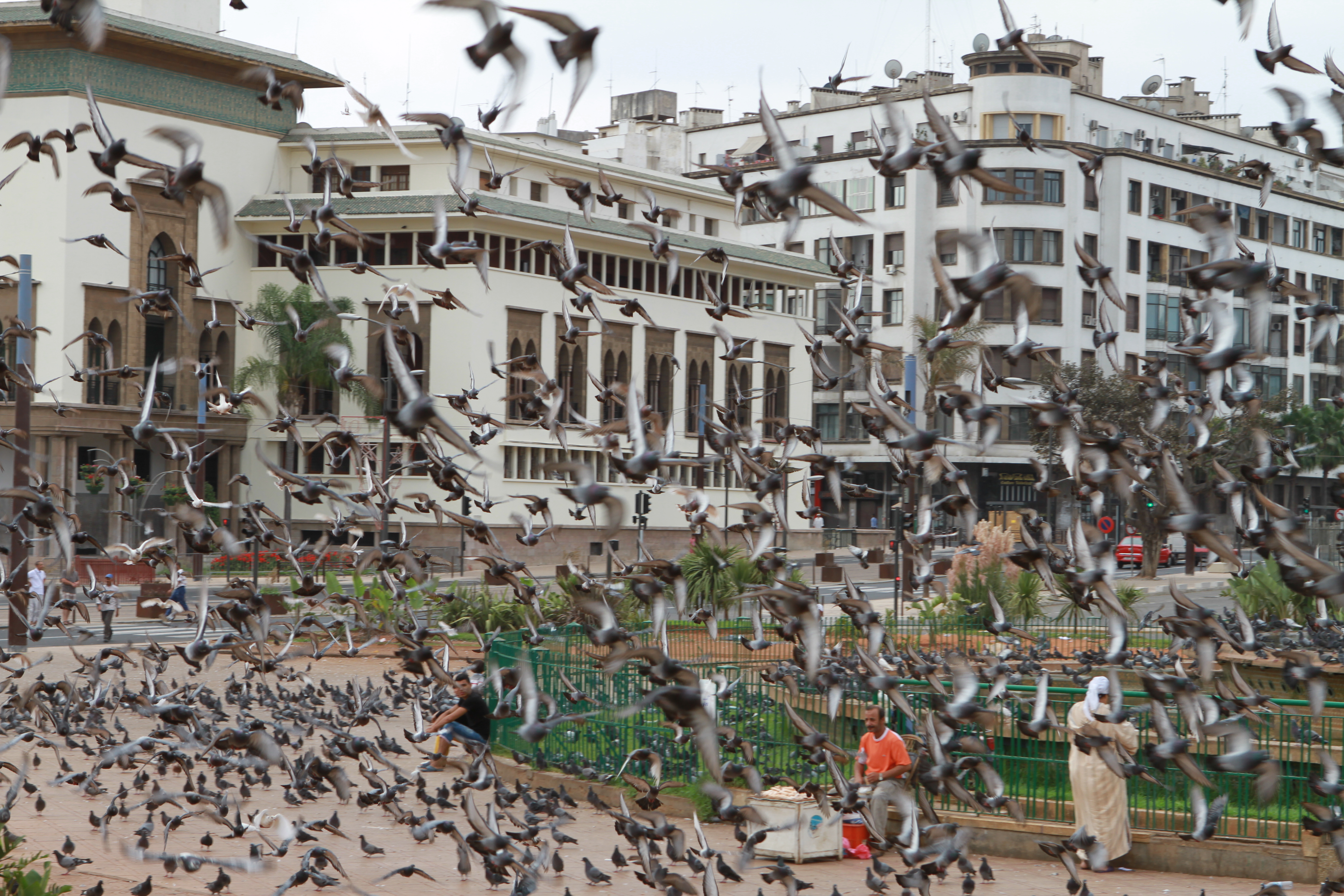
ساحة محمد الخامس عام 2012 قبل أشغال تجديدها. تعرف الساحة شعبيا باسم ساحة الحمام نظرا لكثافة الحمائم في الساحة.

الساحة معروفة رسميا اليوم باسم ساحة محمد الخامس تكريما للملك المغربي محمد الخامس، تعرف شعبيا باسم «ساحة الحمام» بسبب تكاثف الحمام في الساحة، وكانت تعرف بأسماء الساحة الكبرى وساحة فرنسا وساحة النصر والساحة الإدارية وساحة ليوطي.

## تاريخ
في 1912 بدأت فرنسا بتهيئة ميناء الدار البيضاء كانت الأراضي خارج أسوار المدينة القديمة التي صارت ساحة محمد الخامس مجالا تجمعت فيه القوات الفرنسية الاستعمارية المسلحة، حتى 1916 عندما نفذت خطة المعماري الفرنسي هنري بروست لإنشاء ساحة كبيرة هناك، وصارت قلبا للمدينة الأوروبية المتسعة. سميت الساحة آنذاك ساحة ليوطي تكريما لأول مقيم عام فرنسي في المغرب، يوباغ ليوطي.
الساحة محاطة بمباني على طراز يجمع بين العمارة المغربية وآرت ديكو الذي يتميز باستخدام الرخام في تغطية الأرضيات والجدران، إضافة إلى الزخارف والتصاميم الهندسية المتنوعة التي تتجلى في الواجهات البيضاء والأشكال التكعيبية والنقوش الهندسية. وقد  مثلت الدار البيضاء فرصة لإطلاق مشاريع عمرانية جديدة تتميز بجرأة تتجاوز ما تسمح به السياسات الحضرية في باريس. مما شجع المهندسين الأوربيين للاختيار المغرب لتنفيد رؤيتهم المعمارية الجديدة ، من بينهم المهندس هنري بروست.

## وصف
شيدت بمحيط الساحة مباني مهمة لوظائف إدارية، وتتميز هذه المباني بالأسلوب المغربي الجديد الذي ابتكره هنري بروست ومعاصروه بالإلهام من العمارة المغربية التقليدية.
من أهم المباني في ساحة محمد الخامس:
- المحكمة
- مقر الولاية
- مكتب البريد
- بنك المغرب

وبالقرب هناك:
- حديقة جامعة الدول العربية («حديقة ليوطي» سابقا)
- كنيسة القلب المقدس

## ولوج
يمكن الولوج إلى الساحة من محطة ساحة محمد الخامس على الخط الأول لطرامواي الدار البيضاء.

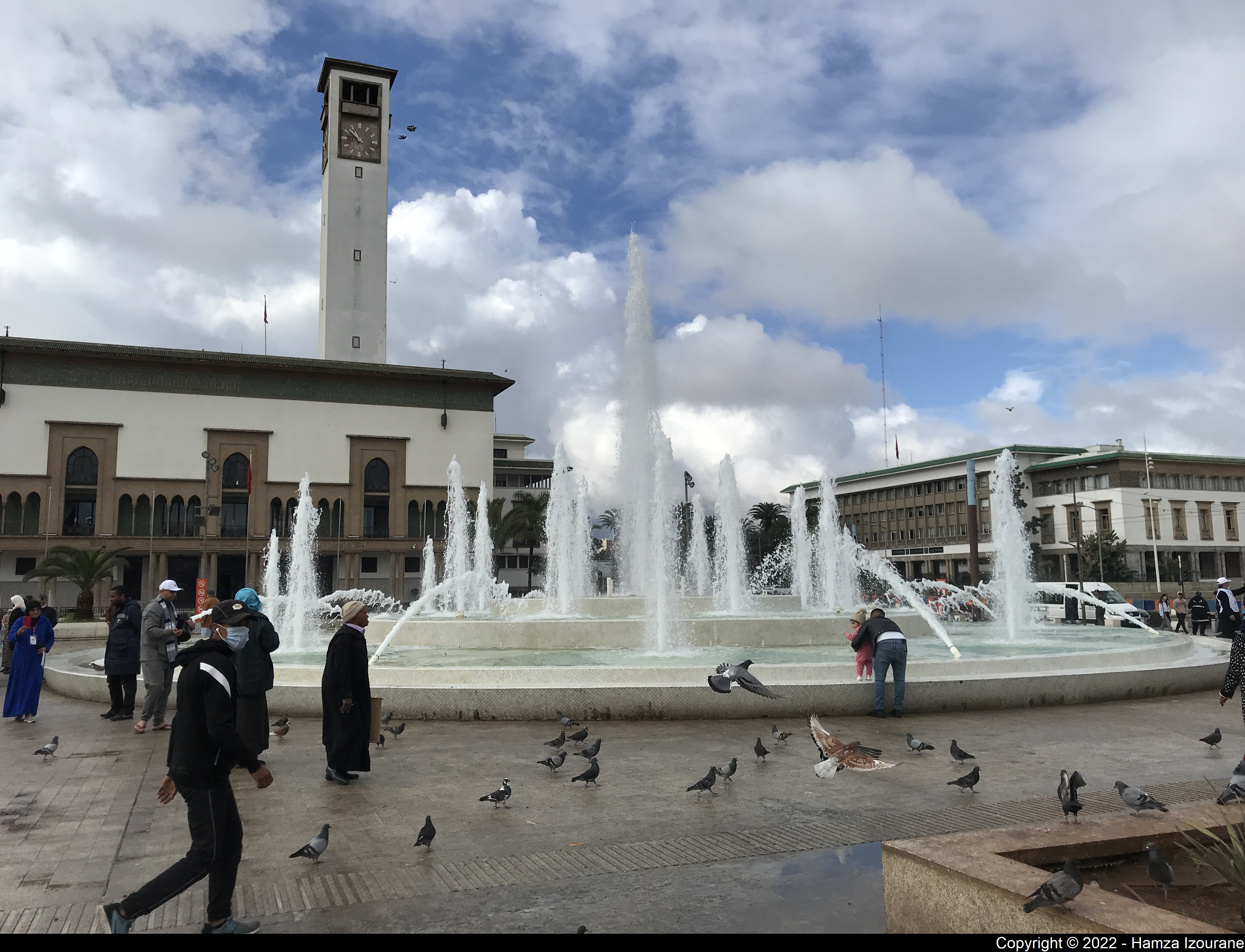
نافورة ساحة محمد الخامس